# Platypalpus multisetosus
Platypalpus multisetosus är en tvåvingeart som först beskrevs av Mario Bezzi 1899.  Platypalpus multisetosus ingår i släktet Platypalpus och familjen puckeldansflugor. Inga underarter finns listade i Catalogue of Life.